# Rajd Australii

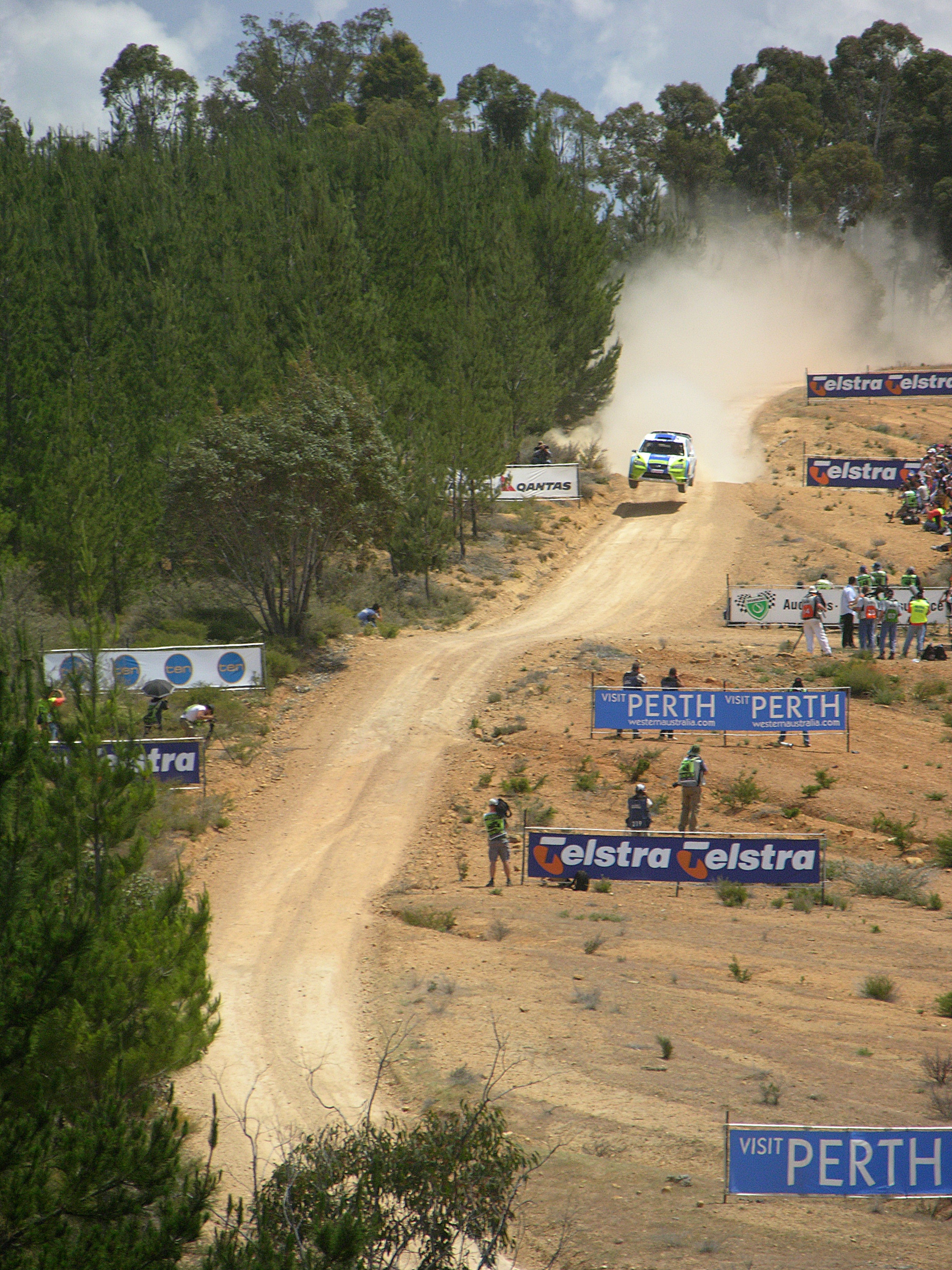
Marcus Grönholm na słynnych australijskich hopach podczas rajdu w 2006

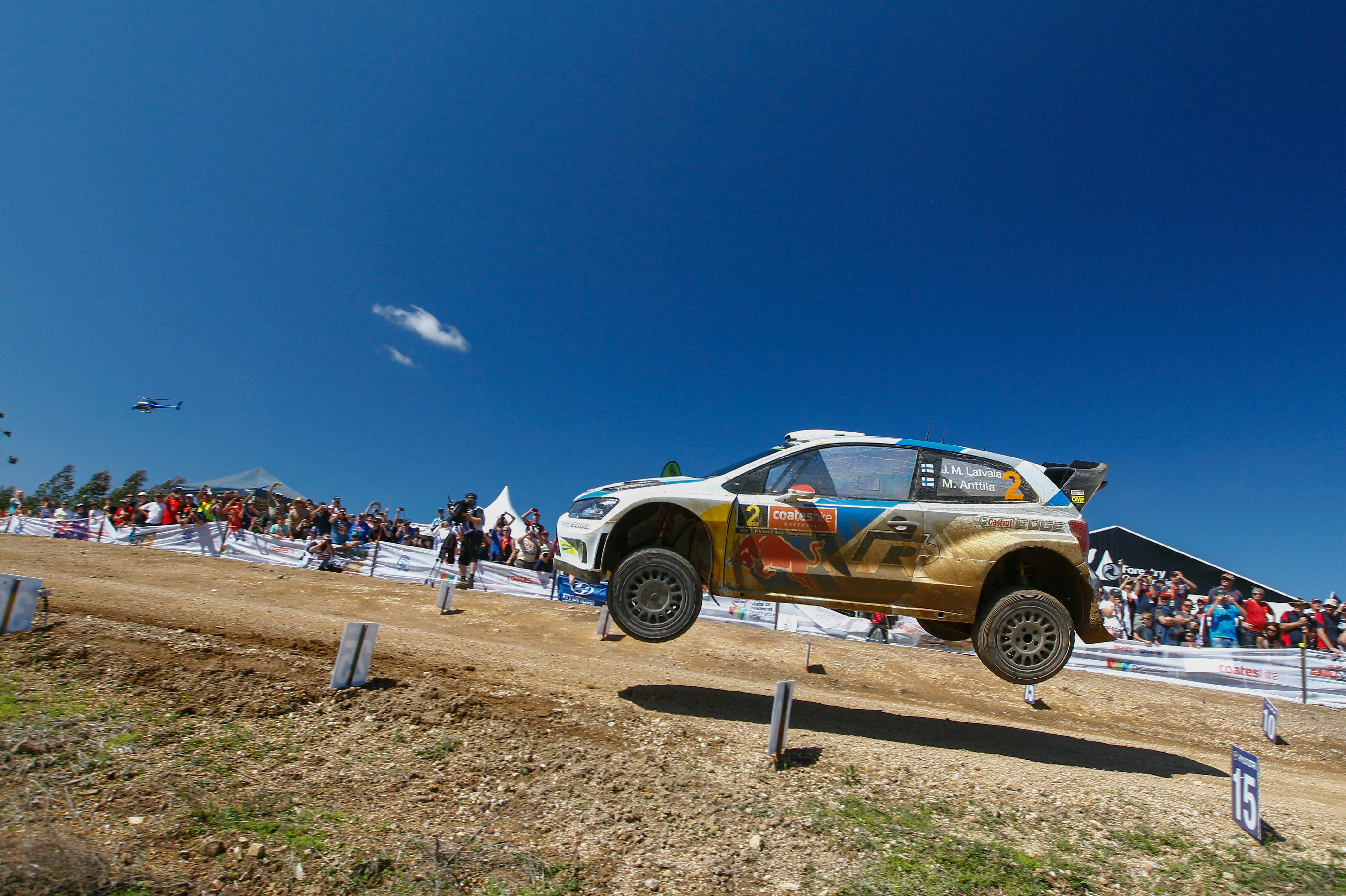
Jari-Matti Latvala podczas rajdu w 2014

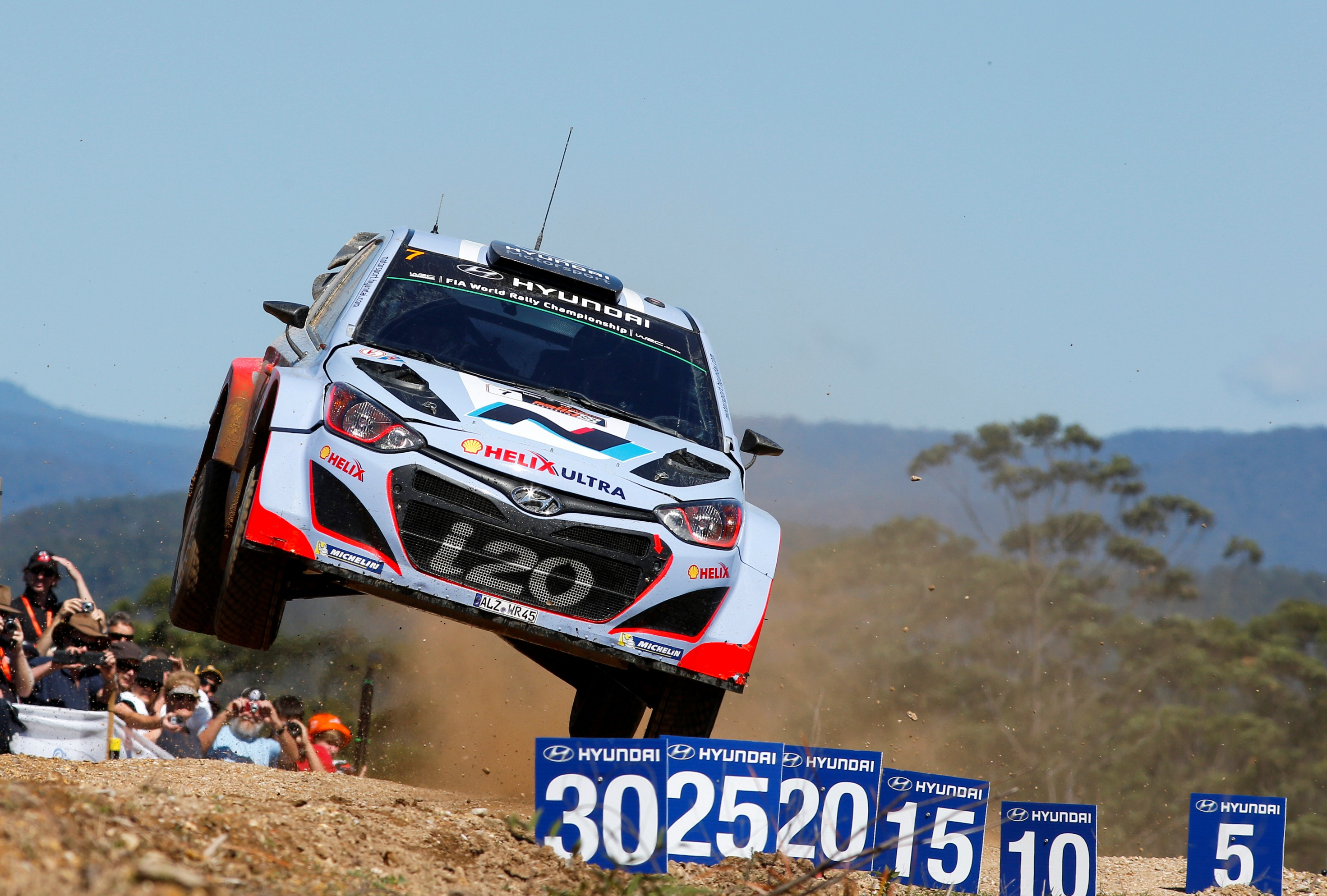
Thierry Neuville w Rajdzie Australii 2014

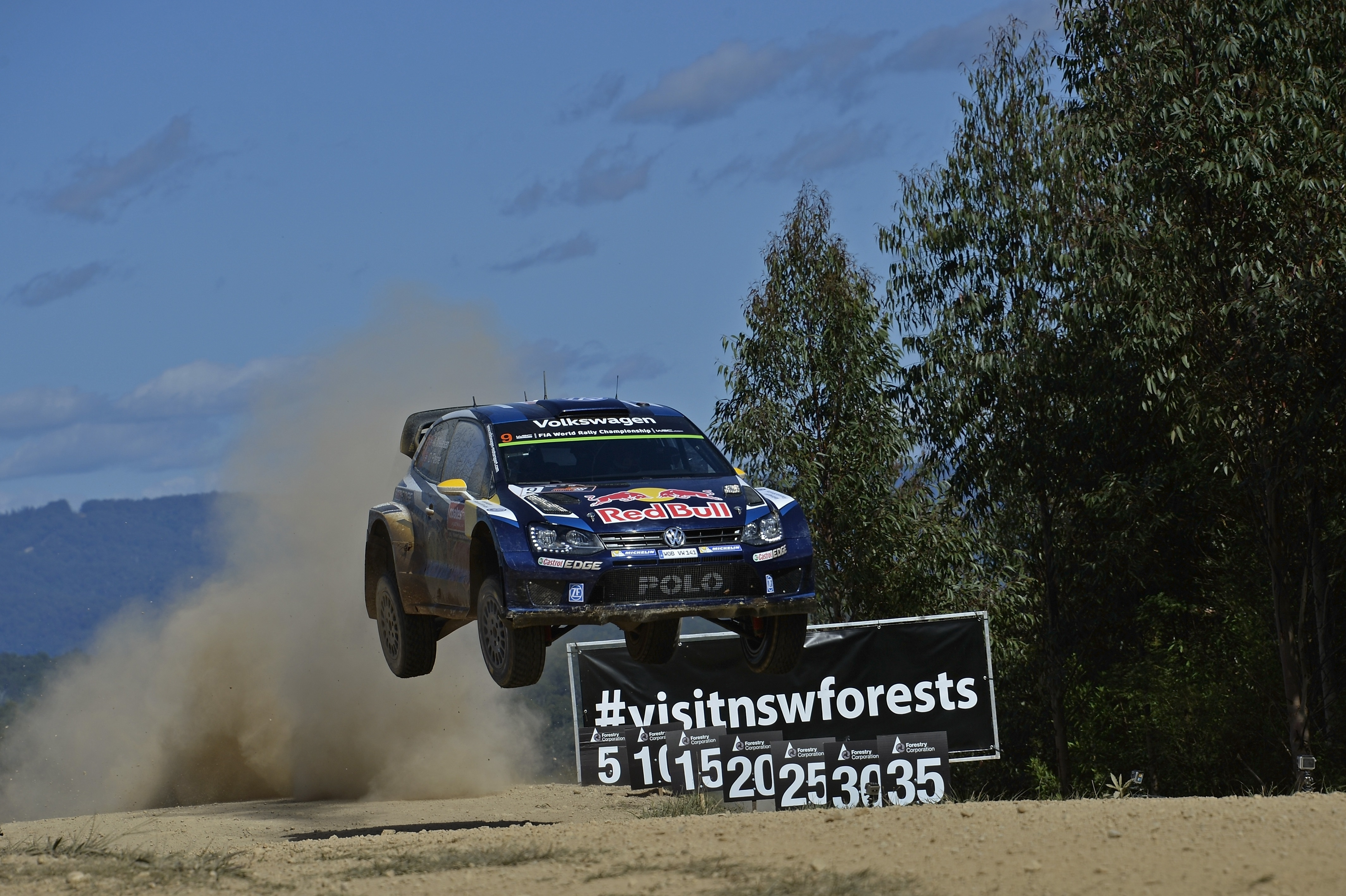
Andreas Mikkelsen w Rajdzie Australii 2015

Rajd Australii (oficjalnie Telstra Rally Australia) - rajd samochodowy, który był organizowany w latach 1988–2006 na zachodnim wybrzeżu Australii z bazą rajdu w Perth. W latach 1989–1993 i 1995–2006 był eliminacją Rajdowych Mistrzostw Świata. Specyficzna dla tego rajdu była nawierzchnia szutrowa, która składała się z kulistych kamyczków, co sprawiało wrażenie jazdy po rozsypanych kulkach łożyskowych. Właściciele praw do organizowania rajdu - Western Australia Tourism Commission - rozwiązali kontrakt po sezonie 2006 i w następnym roku impreza się nie odbyła.
W 2008 planowano zorganizować rajd w Gold Coast na wschodnim wybrzeżu, jednak nie doszedł on do skutku. Ostatecznie australijska eliminacja mistrzostw świata powróciła w sezonie 2009 a jej bazą zostało Kingscliff w północnej części Nowej Południowej Walii. Planowane jest aby impreza odbywała się w tym miejscu co dwa lata (wymiennie z Rajdem Nowej Zelandii) do około 2020 roku.

## Zwycięzcy[2]
| Rok  | Nazwa rajdu                           | Kierowca                        | Pilot                           | Samochód                        | Kategoria |
| ---- | ------------------------------------- | ------------------------------- | ------------------------------- | ------------------------------- | --------- |
| 1988 | 1st Rally Australia                   | Ingvar Carlsson                 | Per Carlsson                    | Mazda 323 4WD                   | APRC      |
| 1989 | 2nd Commonwealth Bank Rally Australia | Juha Kankkunen                  | Juha Piironen                   | Toyota Celica GT-Four           | WRC       |
| 1990 | 3rd Commonwealth Bank Rally Australia | Juha Kankkunen                  | Juha Piironen                   | Lancia Delta Integrale 16V      | WRC       |
| 1991 | 4th Commonwealth Bank Rally Australia | Juha Kankkunen                  | Juha Piironen                   | Lancia Delta Integrale 16V      | WRC       |
| 1992 | 5th Telecom Rally Australia           | Didier Auriol                   | Bernard Occelli                 | Lancia Delta HF Integrale       | WRC       |
| 1993 | 6th Telecom Rally Australia           | Juha Kankkunen                  | Nicky Grist                     | Toyota Celica Turbo 4WD         | WRC       |
| 1994 | 7th Telecom Rally Australia           | Colin McRae                     | Derek Ringer                    | Subaru Impreza 555              | 2LWRC     |
| 1995 | 8th Telstra Rally Australia           | Kenneth Eriksson                | Staffan Parmander               | Mitsubishi Lancer Evo III       | WRC       |
| 1996 | 9th API Rally Australia               | Tommi Mäkinen                   | Seppo Harjanne                  | Mitsubishi Lancer Evo III       | WRC       |
| 1997 | 10th API Rally Australia              | Colin McRae                     | Nicky Grist                     | Subaru Impreza WRC              | WRC       |
| 1998 | 11th API Rally Australia              | Tommi Mäkinen                   | Risto Mannisenmäki              | Mitsubishi Lancer Evo V         | WRC       |
| 1999 | 12th Telstra Rally Australia          | Richard Burns                   | Robert Reid                     | Subaru Impreza WRC              | WRC       |
| 2000 | 13th Telstra Rally Australia          | Marcus Grönholm                 | Timo Rautiainen                 | Peugeot 206 WRC                 | WRC       |
| 2001 | 14th Telstra Rally Australia          | Marcus Grönholm                 | Timo Rautiainen                 | Peugeot 206 WRC                 | WRC       |
| 2002 | 15th Telstra Rally Australia          | Marcus Grönholm                 | Timo Rautiainen                 | Peugeot 206 WRC                 | WRC       |
| 2003 | 16th Telstra Rally Australia          | Petter Solberg                  | Phil Mills                      | Subaru Impreza WRC              | WRC       |
| 2004 | 17th Telstra Rally Australia          | Sébastien Loeb                  | Daniel Elena                    | Citroën Xsara WRC               | WRC       |
| 2005 | 18th Telstra Rally Australia          | François Duval                  | Sven Smeets                     | Citroën Xsara WRC               | WRC       |
| 2006 | 19th Telstra Rally Australia          | Mikko Hirvonen                  | Jarmo Lehtinen                  | Ford Focus WRC                  | WRC       |
| 2009 | 20th Repco Rally Australia            | Mikko Hirvonen                  | Jarmo Lehtinen                  | Ford Focus WRC                  | WRC       |
| 2011 | 21st Rally Australia                  | Mikko Hirvonen                  | Jarmo Lehtinen                  | Ford Fiesta RS WRC              | WRC       |
| 2013 | 22nd Rally Australia                  | Sebastian Ogier                 | Julien Ingrassia                | Volkswagen Polo R WRC           | WRC       |
| 2014 | 23rd Coates Hire Rally Australia      | Sebastian Ogier                 | Julien Ingrassia                | Volkswagen Polo R WRC           | WRC       |
| 2015 | 24. Coates Hire Rally Australia       | Sebastian Ogier                 | Julien Ingrassia                | Volkswagen Polo R WRC           | WRC       |
| 2016 | 25. Kennards Hire Rally Australia     | Andreas Mikkelsen               | Anders Jæger                    | Volkswagen Polo R WRC           | WRC       |
| 2017 | 26. Kennards Hire Rally Australia     | Thierry Neuville                | Nicolas Gilsoul                 | Hyundai i20 Coupe WRC           | WRC       |
| 2018 | 27. Kennards Hire Rally Australia     | Jari-Matti Latvala              | Miikka Anttila                  | Toyota Yaris WRC                | WRC       |
| 2019 | 28. Kennards Hire Rally               | odwołany z powodu pożarów lasów | odwołany z powodu pożarów lasów | odwołany z powodu pożarów lasów | WRC       |

- APRC - Rajdowe Mistrzostwa Azji i Pacyfiku
- WRC - Rajdowe mistrzostwa świata
- 2LWRC - Dwulitrowy Rajdowy Puchar Świata